# Cessange

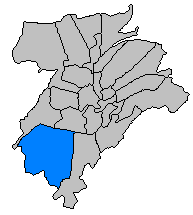
Cessange, a sud-ovest di Lussemburgo.

Cessange (in lussemburghese Zéisseng, in tedesco Zessingen) è un quartiere di Lussemburgo, capitale dell'omonimo stato.
Nel 2001 il quartiere contava 2 169 abitanti.